# قلین
قلین نام شهر و شهرستانی در استان کفر الشیخ مصر است.